# ホレィシォ・ネルソン・ジャクソン
ホレィシォ・ネルソン・ジャクソン(Horatio Nelson Jackson) (1872年3月25日-1955年1月14日) は、アメリカ合衆国を自動車で横断した最初の人物。 マッド・ドクター(The Mad Doctor)ともよばれた。
1903年の春、サンフランシスコのある大学のクラブに集っていた男たちは、ホレィシォ・ネルソン・ジャクソンが「『自動車で大陸横断ができる』方に50ドルを賭ける」というのを聞いた。ジャクソンは宣言した。「自分で運転をする。サンフランシスコから合衆国を横断しニューヨークに行く。3ヶ月以内だ。」ジャクソンの側に付いたものも何人かおり、その後たった4日で自動車の調達から何からの旅の支度を済ませたのだった。
この時代のアメリカには舗装された道路はほとんどなく、自動車は一般大衆にはまだ認識もされていない状況であった。わずかに知る人でさえ"馬の要らない車"は新しいが奇妙な乗り物であり"実用には使えない単なるおもちゃ"と思っていた。

## 旅以前
牧師の子として1872年に生まれる。1893年、バーモント大学医学部を卒業後、バーモント州のブラトルボロで開業、その後バーリントンに移る。1899年にバーサ・リチャードソン・ウェルスと結婚。バーサの父は20パーセントグレインアルコールの特効薬、ペインズ・セレリー・コンパウンドの創業者であり、バーモントでも指折りの富豪だった。
ジャクソンは軽度の結核にかかり1900年には医業を中断していたが、ヨーロッパに新婚旅行に行き、チャンプレイン湖畔のプロビデンス島の別荘を購入し、炭鉱に投資し、競走馬まで購入していた。それもこれもすべて妻バーサの資金のおかげだった。そして、自動車で国を横断するという当時としてはありえない旅に資金をだしたのもバーサだったのである。

## 賭けと旅の準備
ジャクソンは31歳。自動車に心奪われていた。当時一般にはまだ『単なる流行で金持ちの道楽』と思われていた自動車だったが、ジャクソンはそうは思っていなかった。1903年5月18日、ジャクソンはサンフランシスコ大学のクラブにゲストとして招かれていた。そこで彼は自動車が国を横断できるかどうか50ドル(2022年現在の貨幣価値で1,696ドル)で賭けをする。ジャクソンはバーサと滞在中に運転の教習を受けていたが、彼には十分な自動車の運転の経験はなかった。たどるべき地図などもちろんなかった。バーリントンの家へは数日後に帰る予定だったのだが、ジャクソンはその賭けにのった。
ジャクソンは、同行のメカニック兼ドライバーを探した。まだ若い22歳のセワール・クロッカーを説得し旅の供とする。クロッカーはワシントン州タコマの生まれで、競輪選手としてお金を得ていたが、カリフォルニア州に移りジャクソンと出会ったときはガソリンエンジン工場で技術者として働いていた。クロッカーは『ウィントン・モーター・キャリッジ・カンパニー』の車を使うことを提案。ジャクソンは、かなり使い込まれたウィントンの中古車を購入し、故郷から名前を取り『バーモント』と名付ける。『バーモント』は20馬力2気筒エンジンを載せた2人乗りツーリングカーだった。最高速度は時速30マイル(48キロ)で、屋根はおろか風防や窓もないオープンカーであった。
妻に別れを告げ、サンフランシスコのパレスホテルを発ったのが5月23日。コート、あて布で補強した服一式、寝袋、毛布、炊事道具、水袋、斧、シャベル、望遠鏡、工具類、スペアパーツ、予備のガソリン缶、オイル缶、カメラ、ライフル銃、ショットガン、ピストル、そして150フィート(約46m)の麻縄(ヘンプロープ)が付いた滑車装置(ブロック&タックル)を携帯した。この滑車装置は、溝にはまった時、車を引っ張り出すのにかなり頻繁に使ったという。
ジャクソンは、ウィントン社の創業者アレグザンダー・ウィントンがサウスウエスタン砂漠を横切るのに失敗した話を知り、もっと北側のルートを取るようにした。それはサクラメント・バレーからオレゴントレイルへ抜けるルートで、これならロッキー山脈の高所も通らなくてすむ。

## 旅立ち

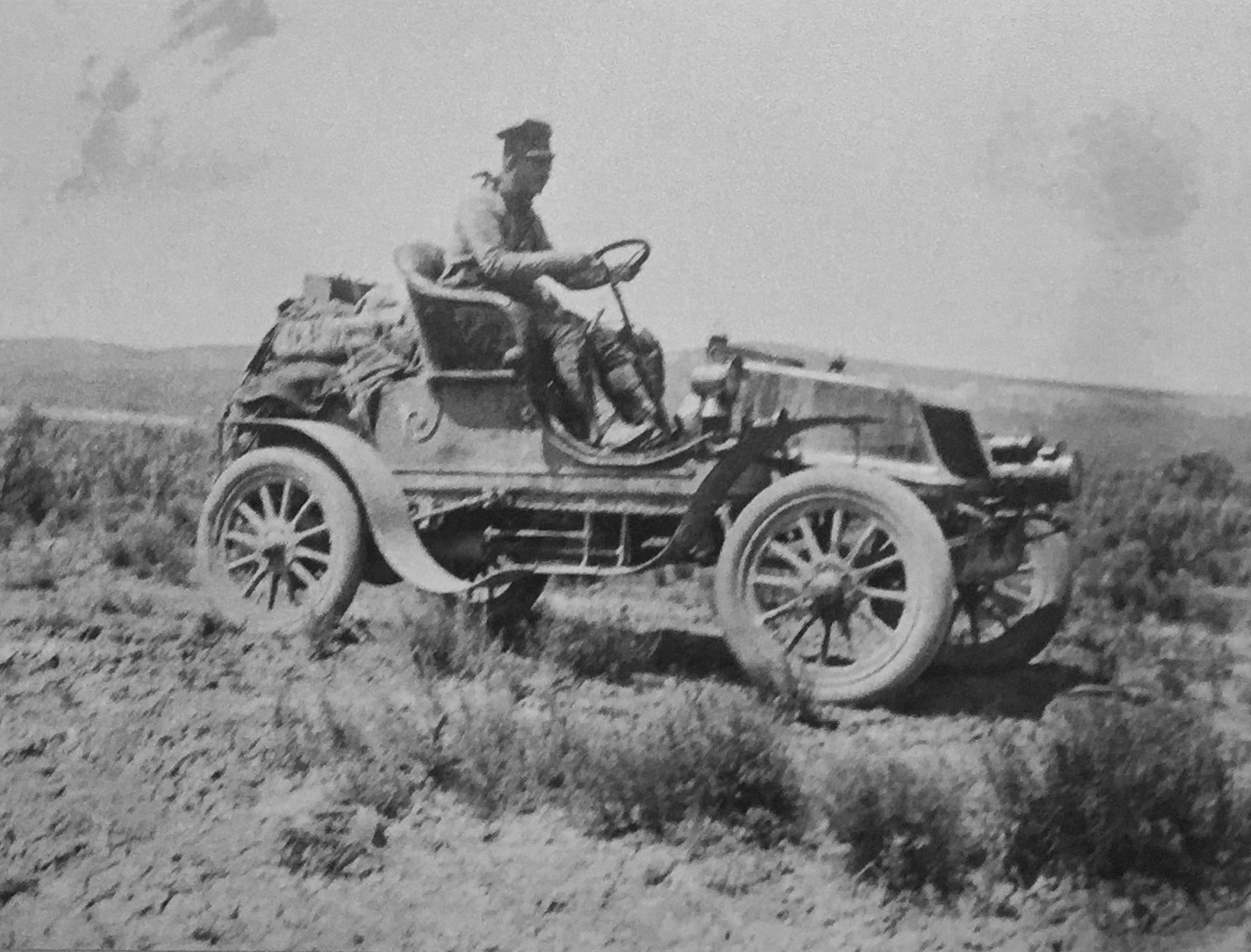
1903年ジャクソンのアメリカ大陸横断(クロスカントリードライブ)中の写真

車はまずサンフランシスコからオークランドまでフェリーで運び、そこから東に向かった。ところが15マイル走ったところでタイヤがパンクしてしまった。ジャクソンとクロッカーは、所持しているたった一つのスペアタイヤを初日に使うはめになった。サンフランシスコ中を探してやっと見つけた、唯一この車に合うサイズのスペアだったのにである。
旅の2日目の夜、サイドのランタンを交換する。最初の夜の走行で暗すぎることがわかったからだ。二人は次の到着地サクラメントでは自転車に乗っていたサイクリストたちに出会いサクラメントを案内をしてもらう。しかも彼らはロードマップをくれた。新しいタイヤは手に入らなかったが、インナーチューブを何本か買うことができた。
サクラメントを出て北に向かったが、車がうるさく、炊事用具が落ちたのに気が付かなかった。しかも、道を聞いた女に違う道を108マイル(約170キロ)走らされてしまう。家族に自動車を見せたかったからだという。
ジャクソンは一日の走行距離をおよそ200マイル(320キロ)と踏んでいた。しかし結局それができたのは数回のみで、しかも、夜中も運転してのことだったのである。それを毎日はとても無理だった。
オレゴンにつながる荒れた道では、深い川を滑車装置でひっぱりながら渡った。このルートの途中でめがねも紛失してしまった。土地をとおらせてもらうために4ドル(2022年現在の貨幣価値で136ドル)を払わされたりもした。タイヤがパンクしたときにはホイールをロープでぐるぐる巻きにして走った。交換用タイヤをサンフランシスコから立ち寄り地点まで送ってくれるよう電信することがやっとできた。
カリフォルニア州アルチューラスにたどり着き、タイヤを待つ。ワイルド・ウエスト・ショーを見るのと引き換えにそこの住民を車に乗せてやった。三日間待ったが、結局タイヤはとどかず、旅を続けることにした。
6月6日、車が故障し、近くの牧場までカウボーイに引っ張ってもらった。クロッカーが修理をしたが、燃料漏れのためガソリンを全て失ってしまっていた。ジャクソンは自転車を借り、25マイル先のオレゴン州バーンズまで調達にいった。燃料を携えて戻ってくると、今度は満タンにするためバーンズに向かった。
6月9日、オレゴン州バーレの近くでオイルが切れた。ジャクソンは歩いて、今通ってきた一番近くの町へ戻ったが、バーレの方がすぐ近くにあったことを知るのはその街に戻ったときだった。翌日、オレゴン州オンタリオに到着。タイヤが待っていた。

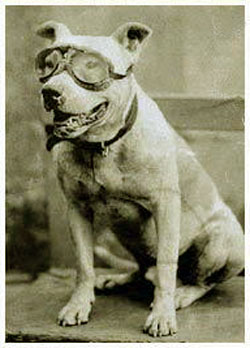
バド(Bud)

アイダホ州カルドウェル近くで、ジャクソンとクロッカーはアメリカン・ブルドッグを手に入れ、バド(Bud)と名づける。当時の新聞はジャクソンがどうやってバドを入手したのかについて様々に書いているが、盗んだというものまであった。妻の手紙によれば、ある男が15ドル(2022年現在の貨幣価値で509ドル)で売るといったという。埃っぽいアルカリ性の道なので、バドの目がやられた。ジャクソンはバドにゴーグルをかけてやることにした。(ウィントンには屋根も風防もなかった) このとき、バドは悪い水を飲み病気になったが、元気をとりもどした。
この時点で、2人と1匹は有名人になっていた。新聞は彼らの着くところいたるところで写真をとり、インタビューをおこなった。アイダホ州マウンテンホームでは、オレゴントレイルの東側はよくないと住民が教えてくれたので、ジャクソンとクロッカーは、当初のコースをソートゥースマウンテンの南麓沿いに変更。
クロッカーはウィントン社にエアインテークパーツを送ってほしいと直接電信を打つ。ウィントン・モーター・キャリッジ・カンパニーが、自社の車がアメリカ横断に使われていると知ったのはこのときだった。以降は、ウィントン社も協力し、最終ゴールであるニューヨークのホテルまでのウイニングランにも参加している。
6月16日、アイダホのどこかで、旅の資金を仕舞いこんでいたジャクソンのコートが落ちてしまい探したが見つからなかった。次の停車地点でジャクソンは妻に電信でワイオミング州シャイアンまで金を送るように伝えた。しかし車のホイルベアリングがやられてしまい、クロッカーは農家に頼み込んで芝刈り機からホイールベアリングをもらいなんとかまにあわせた。

## クロスカントリーレース
ジャクソンの旅は途中からアメリカ史上初のクロスカントリーレースの様相を呈してきた。
6月20日、ジャクソンがサンフランシスコを発ってから約一ヵ月後、パッカード社が新型12馬力ツーリングカーの宣伝のため、ジャクソンよりも先に大陸横断することを企(たくら)む。用意したドライバーはパッカードのテストドライバー、もう一人はオートモビルマガジン社のレポーター。任務は、定期的にレポートを送り一般大衆に宣伝しながら、先にニューヨーク市にたどり着き、車の耐久性を立証することだった。用意した車はジャクソンのものよりガソリンタンクの容量も大きく、登坂能力も上だった。その上、大陸横断鉄道の駅が道中の主要立ち寄り地点に設定され、クルーが先回りして必要品を渡す手はずをし、また、車のトラブルはオハイオにあるパッカードの工場からメカニックを汽車と車とで派遣するという計画だ。この体制と車の性能があれば、まだジャクソンを抜けるとパッカード社は計算していた。
7月6日、今度は、オールズモビルが、ジャクソンやパッカードのツーリングカーよりも軽量なラナバウトでニューヨークを目指して旅立った。ドライバーに選ばれたのは2人ともランサム・オールズ自身が優秀なドライバー兼メカニックと認めた人物だった。到着したあかつきには1,000ドルの賞金が約束されていた。

## ジャクソン一行の勝利
7月12日、ジャクソン一行は、ネブラスカ州オマハにたどり着いた。ここからは、舗装された道が東へ向かうほどフエた為、旅は楽になる。
そして1903年7月26日、ニューヨーク市に到着する。サンフランシスコを発って63日と12時間30分、約2ヶ月だった。8000ドル(17万ドル、約2000万円)を費やした。賭けに勝ったが50ドルは取り立てなかった。
パッカード組が到着したのは8月22日。走行日数はジャクソンより1日半短かったが2番手ではまったく意味がなかった。オールズモビル組は9月17日に到着。72日と21時間30分だった。

## 旅の途中での出来事
- ガソリンスタンドなどなかったが、ガソリンはコンロやポンプ、農作業機械用のものが一般の店で販売されていた。
- アイダホに入る手前で車のメーターが落ちてしまった。このため、彼らがどのくらいの速度で走ったのか、どのくらいの距離をすすんだのか知るすべがなくなった。
- 砂地を横切るのにヨモギを100フィート(約30メートル)敷き並べ、その上をゆっくり走った。車を止め、歩いてスタート地点に戻り、ヨモギを拾い集めてまた車の前方100フィートに敷いた。これを繰り返してようやく砂地を通り越した。
- 旅の途中で唯一発生した事故はニューヨークに到着する直前にバッファロー東部で発生した。この時何らかの障害物にぶつかり、二人と一匹は車の外に投げ飛ばされたものの、怪我はせずに済んだ[5]。

## その後の人生
ジャクソンはバーリントンで企業家となる。
旅が終わり、ホレィシォ・ネルソン・ジャクソンはバーモント、バーリントンでバーサとバドと暮らす。

### 企業家
新聞社バーモント・デイリー・ニュースの発行や街の最初のラジオ局WCAX(のちのWVMT)開設をおこない、また、銀行の頭取でもあった。

### クロッカーの早すぎる死
セワール・クロッカーはニューヨークに留まり、6ヶ月間で世界一周する車の旅を提案し出資者を募ったがその夢はかなわなかった。その後2年間、欧州を旅して過ごす。故郷ワシントン州タコマに戻るがしばらくして病に冒される。過労のための神経衰弱と診断されている。(神経衰弱という病名はあまりに広い症状を指すため今日の米国において精神疾患の分類としては使用されない。) 1913年4月22日、永眠。享年僅か30という、早すぎる死だった。

### 第一次世界大戦
第一次世界大戦が起こるとジャクソンは42歳という年齢にもかかわらず陸軍に志願する。年齢の件もありそのままでは入隊できないため、あった事のあるルーズベルト元大統領に連絡をとった。結果軍医の士官として欧州に渡る。戦争が終わり米陸軍から『殊勲十字章』、フランスから『シュロの葉付1914年-1918年従軍十字章 』を授かった。その後、米国在郷軍人会のバーモント支部創設にも携わる。バーモント州知事選には二度立候補したが当選することは無かった。

### 晩年
1944年、72歳になったジャクソンは自身がアメリカを横断する際に使用した車と、当時の新聞のスクラップ、バドのゴーグルを国立アメリカ歴史博物館に寄贈した。晩年は、聞きたいというなら誰にでも、1903年ウィントン社製でジャクソンが『バーモント』と名付けた車での大陸横断冒険物語を語り聞かせることを楽しみとしていた。彼は一度だけバーリントンで10マイルを超えるスピード違反でチケットを切られている。
1955年1月14日、永眠。82歳だった。

## ドキュメンタリー
Horatio's Drive: America's First Road Trip (2003)
ジャクソンが全米を横断してから100年経った2003年、ドキュメンタリー映画製作者、デイトン・ダンカン(Dayton Duncan)が書いた(ISBN 037541536X)を基にケン・バーンズが彼の功績を記念した番組を制作。同年10月3日、PBSで放映された。
この作成の過程でケンはジャクソンの孫娘からジャクソンが旅の途中に書いた手紙を見せてもらっている。手紙からは、ジャクソンの人生に対する考え方と、思い立ったらやらないと気がすまない性格がよくわかったという。

## トリビア
- ホレーショ・ネルソンといえば、アメリカ独立戦争、ナポレオン戦争、トラファルガー海戦で活躍したイギリス海軍提督のネルソン提督の名前として有名。
- ジャクソンは、大陸横断の前に受けていた自分と妻の自動車教習では購入した2台の車を使っていた。この2台は旅に出る前にすでにバーモントに向けて送られていた。
- このときの運転の教官はクロッカーではないかといわれている。

## 名前の日本語読みについて
Horatioの日本語読みには、ホレーショ、ホレーショー、ホレイショ、ホラティオ、ホラチオ、ホレイティオ、ホレイシオなど様々で統一はない。この項では米語発音に近いホレィシォとした。